# Артур дух правде
Artur дух правде. (1953. — 1988.)
Стрип о малом симпатичном духу по имену Артур креирао је француски илустратор Жан Сезар. Дух Артур, пуним именом Артур дух правде, настао је по узору на лик америчког јунака из 1930. године по имену Каспер (Каспер добри дух). У питању су два различита лика и не треба их мешати.
Артур дух правде први пут је објављен 20. децембра 1953. године у једном француском часопису (Vaillant, у броју 449). Од тада па све до своје смрти 1977. године, Артура духа правде цртао је искључиво аутор, који је истовремено био и сценариста и колориста, тако да испод његовог пера није произашло много епизода.
Након Сезарове смрти цртање нових авантура духа Артура преузео је Мирча Арапу који се овим ликом бавио 6 година, и то од 1982. до 1988. године.
На просторима бивше Југославије авантуре Артура духа правде објављивало је неколико стрип магазина, а највише "Панорама".